# De Waterkant
De Waterkant est un quartier de la ville du Cap en Afrique du Sud, situé entre Green Point, Schotsche Kloof, et le centre-ville du Cap. 
 
Waterkant est un quartier prisé par les jeunes urbains professionnels et les membres aisés de la communauté gay et lesbienne.

## Localisation
Waterkant est délimité par Boundary road au nord, Bo-Kaap à l'ouest, Buitengracht Str. au sud et le Western Boulevard (Helen Suzman Bd) à l'est. 

## Historique

Carte

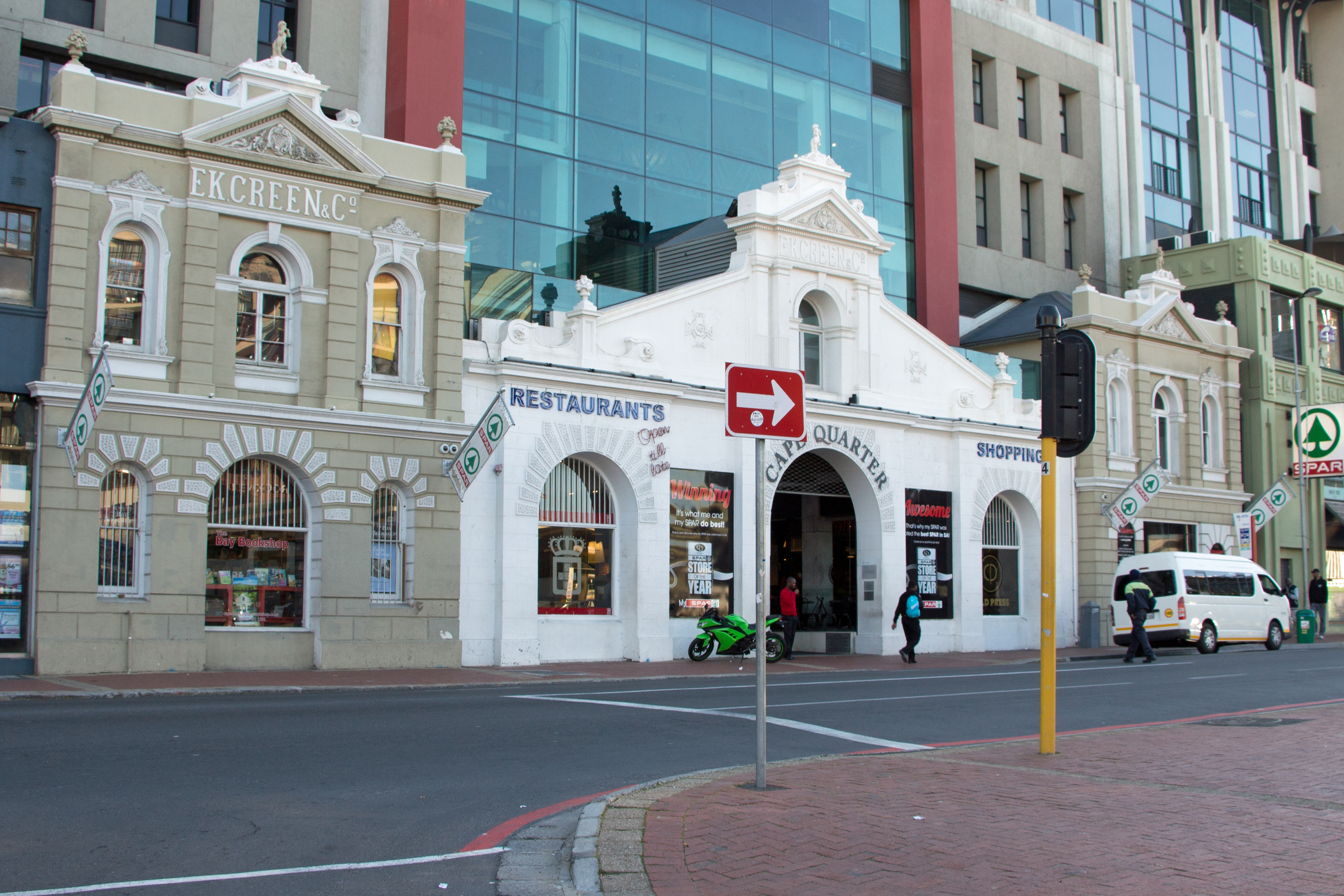
Somerset road

L'histoire du quartier est aux origines indissociable de celui de Bo-Kaap. 

Situé sur les pentes de Signal Hill face à la baie de la Table, De Waterkant fait historiquement partie de Bo-Kaap, le quartier malais du Cap dont la plupart des bâtiments furent érigés au XVIIIe siècle par des esclaves et par des hommes libres de religion musulmane.
Quartier résidentiel familial multiracial et multiculturel, Waterkant est sociologiquement profondément affecté par la mise en œuvre, à partir de 1966, du Group Areas Act appliqué dans le cadre des lois d'apartheid, qui décrète le quartier comme étant une zone pour blancs seulement. Les résidents coloureds et noirs du quartier sont expulsés vers les quartiers qui leur ont été affectés dans les Cape Flats (Manenburg, Bonteheuwel et Mitchell's Plain). Seuls les résidents de couleurs de la zone en amont de Strand Street échappent aux expulsions.
Waterkant devient alors un quartier résidentiel à prédominance blanche en banlieue de Green Point. 

Ce n'est qu'après la fin de l'apartheid que Waterkant retrouve un certain caractère cosmopolite.

## Démographie
Le quartier comprend plus de 361 résidents, principalement issu de la communauté blanche (75,3 %). Les noirs représentent 11,6 % des habitants tandis que les coloureds, population majoritaire au Cap, représentent 5 % des résidents
Les habitants sont à 70 % de langue maternelle anglaise et à 17,22 % de langue maternelle afrikaans.

## Politique
Le quartier est situé dans la circonscription municipale 77 (Tamboerskloof - Gardens - Zonnebloem - Vredehoek - Oranjezicht - Table Mountain-nord - Signal Hill-Est - Sud-est de Green Point - Cape Town City centre) dont le conseiller municipal est Dave Bryant (DA) depuis 2011.